# Cryptopleurum americanum
Cryptopleurum americanum är en skalbaggsart som beskrevs av Horn 1890. Cryptopleurum americanum ingår i släktet Cryptopleurum och familjen palpbaggar. Inga underarter finns listade i Catalogue of Life.